# Josué Moyano
Josué Enzo Moyano, né le 15 février 1989 à San Luis, est un coureur cycliste argentin.

## Palmarès
- 2008
  - Vuelta Ciclista de la Juventud
- 2010
  - 3e du Circuit d'Escalante
- 2011
  - 5e étape du Tour de Navarre
  - Gran Premio San Bartolomé
  - 3e du Tour de San Luis
  - 3e du Laukizko Udala Saria
  - 3e du Tour de León
  - 3e du Xanisteban Saria
  - 3e de la Klasika Lemoiz
  - 3e du Circuito Sollube
- 2015
  - 3e du Tour de Mendoza
- 2017
  - 4e étape du Tour d'Uruguay
  - 2e étape du Giro del Sol San Juan
  - 3e du Giro del Sol San Juan

## Classements mondiaux
| Année            | 2011 | 2012   | 2013 | 2014 | 2015 | 2016 | 2017 |
| ---------------- | ---- | ------ | ---- | ---- | ---- | ---- | ---- |
| UCI Europe Tour  | 666e | 1 031e | 735e |      |      |      |      |
| UCI America Tour | 54e  | 384e   |      | 119e |      | 608e | 122e |